# Bøjden
Bøjden is een plaats in de Deense regio Zuid-Denemarken, gemeente Faaborg-Midtfyn. De plaats telt 289 inwoners (2020). Bøjden is de vertrek- en aankomstplaats van een veerboot naar Fynshav.